# 1683
Năm 1683 (Số La Mã:MDCLXXXIII) là một năm thường bắt đầu vào thứ Sáu (liên kết sẽ hiển thị đầy đủ lịch) trong lịch Gregory (hoặc một năm thường bắt đầu vào thứ hai của lịch Julius chậm hơn 10 ngày).

## Sự kiện

### Tháng 7
- Hải chiến Bành Hồ.

### Tháng 8
- Trịnh Khắc Sảng đầu hàng Mãn Thanh, kết thúc vương quốc Đông Ninh.

### Tháng 9
- 12 tháng 1 : Trận Vienna: Cuộc bao vây thành phố của Ottoman bị phá vỡ với sự xuất hiện của lực lượng 70.000 lính Ba Lan, Áo và Đức dưới sự chỉ huy của Vua Ba Lan–Litva Jan III Sobieski, người có kỵ binh lật cánh của họ.  Chiến thắng đánh dấu một bước ngoặt trong vận mệnh của Đế quốc Ottoman và chấm dứt nỗ lực của Thổ Nhĩ Kỳ nhằm mở rộng quyền kiểm soát của mình sang Tây Âu.[1]